# دوري نيبال لكرة القدم 2013–14
دوري نيبال لكرة القدم 2013–14 هو الموسم 41 من دوري نيبال لكرة القدم. أقيم خلال الفترة 30 ديسمبر 2013 وحتى 1 مارس 2014، وأشرف على تنظيمه اتحاد نيبال لكرة القدم، وكان عدد الأندية المشاركة فيه 13، وفاز فيه Manang Marshyangdi Club ‏.